# 吉川祐太 (映画監督)
吉川 祐太（よしかわ ゆうた）は、日本の映画、ドラマ監督。

## 略歴
映画『THE WINDS OF GOD-KAMIKAZE-』（2006）を皮切りに、『出口のない海』（2006）、『恋しくて』（2007）、『ガチ☆ボーイ』（2007）、『BALLAD〜名もなき恋のうた〜』（2009）、『海猿』シリーズ、『3月のライオン』（2017）など、助監督として多彩な作品にて従事。
今井雅之監督・佐々部清監督・中江裕司監督・山崎貴監督・羽住英一郎監督・大友啓史監督など、多くの監督のもとで助監督を務める。
2021年にドラマ版『都会のトム&ソーヤ　ぼくらの砦』にて監督デビュー。

## 監督作品
- 都会のトム&ソーヤ　ぼくらの砦[2] 第1・2・7・8話（2021、ABEMA）
- ドラフトキング 第3・4話（2022、WOWOW）
- CODE-願いの代償- 第6話（2023、日本テレビ）
  - CODE-願いの代償- Tverオリジナルストーリー（2023、Tver）
  - CODE-願いの代償- Huluオリジナルストーリー（2023、Hulu）
- 離婚しない男-サレ夫と悪嫁の騙し愛- 第3・4話（2024年1 - 3月、テレビ朝日）
- 約束 〜16年目の真実〜 第7話（2024年4 - 6月、読売テレビ）
- キスでふさいで、バレないで。 第5 - 7話（2025年2 - 3月、読売テレビ[3]）

## 助監督での参加作品

### 映画
- THE WINDS OF GOD-KAMIKAZE-（2006 監督・今井雅之）
- 出口のない海（2006 監督・佐々部清）
- 恋しくて（2007 監督・中江裕司）
- ガチ☆ボーイ（2007 監督・小泉徳宏）
- BALLAD 名もなき恋のうた（2009 監督・山崎貴）
- 永遠の0（2013 監督・山崎貴）
- 3月のライオン　前編（2017 監督・大友啓史）
- 3月のライオン　後編（2017 監督・大友啓史）
- OVER DRIVE (2018 監督・羽住英一郎）
- 任侠学園（2019 監督・木村ひさし）
- とんかつDJアゲ太郎（2020 監督・二宮健）
- 太陽は動かない（2021 監督・羽住英一郎）
- 99.9-刑事専門弁護士-THE MOVIE（2022 監督・木村ひさし）
- ゾン100〜ゾンビになるまでにしたい100のこと〜（2023 Netflix　監督・石田雄介）

### ドラマ
- オールドルーキー（2022 TBS）
- 幽☆遊☆白書（2023 Netflix）